# Big Yellow Taxi
Big Yellow Taxi – piosenka napisana i pierwotnie nagrana przez Joni Mitchell w roku 1970. W jej rodzinnej Kanadzie singiel z utworem dotarł do miejsca 14. W Australii znalazł się na pozycji 8., natomiast w Wielkiej Brytanii zatrzymał się na lokacie 11. Oryginalnie wydany singiel w USA – w sierpniu 1970 roku – dotarł jedynie na miejsce 67. zestawienia Billboard Hot 100. Jednak pięć lat później, w wersji na żywo piosenka stała się hitem, plasując się na #24. Także inni wykonawcy sięgnęli po tę kompozycję, m.in. Bob Dylan, The Neighborhood (Hot 100, #29), Máire Brennan, Amy Grant oraz Counting Crows.

## Geneza utworu
Joni Mitchell napisała tę piosenkę pod wpływem podróży na Hawaje. Jak wspomina w rozmowie z dziennikarzem Alanem McDougallem, przeprowadzonej na początku lat 70. XX w., do hotelu przybyła o takiej porze, że dopiero rano mogła zobaczyć widok z okna. Był to „pocztówkowy” widok na ocean, na palmy przy brzegu, fale. Jednak gdy stanęła na balkonie i spojrzała w dół, zobaczyła betonowy parking. Pomyślała: They paved paradise and put up parking lot (Zabetonowali raj i wybudowali plac parkingowy). I te słowa znalazły się w tekście piosenki.

## Wersja Boba Dylana
Muzyk zaaranżował utwór, nagrał go w czerwcu 1970 roku, który wydany został na albumie Dylan w listopadzie 1973 roku.

### Historia i charakter utworu
Piosenka ta została nagrana na 6 sesji w Columbia Studio E w Nowym Jorku 4 czerwca 1970 r. Oprócz niej nagrał Dylan wtedy jeszcze: albumowe „New Morning” i „Three Angels” oraz odrzucone „Bring Me Water” i „Tomorrow Is a Long Time”.
Wersja Dylana ma nieco zmienione słowa i w pełni zasługuje na miano odrzutu sesyjnego.
Dylan nigdy nie wykonywał tej ballady na koncertach.

### Muzycy
- Bob Dylan – pianino, gitara, harmonijka, wokal

sesja szósta
- Al Kooper – gitara, pianino, wokal
- Charlie Daniels – gitara basowa
- Ron Cornelius – gitara
- Russ Kunkel – perkusja
- Hilda Harris – chórki
- Albertine Robinson – chórki
- Maeretha Stewart – chórki

## Inne wersje
- Sugar Beats – Really Cool Songs (1973)
- Monty Alexander – Jamboree: Ivory and Steel (1988)
- Amy Grant – House of Love (1994)
- Pinhead Gunpowder – Jump Salty (1994)
- Monika Borzym – Back to the garden (2016)